# Acción Diferida para los Llegados en la Infancia
La Acción Diferida para los Llegados en la Infancia o DACA (en inglés: Deferred Action for Childhood Arrivals) es una política de inmigración de los Estados Unidos que permite a algunos individuos que, el 15 de junio de 2012, estaban físicamente presentes en los Estados Unidos sin un estatus migratorio legal tras haber ingresado al país como niños al menos cinco años antes, recibir un período renovable de dos años de acción diferida de deportación y ser elegibles para un documento de autorización de empleo (permiso de trabajo). Los beneficiarios de está política son conocidos como dreamers, soñadores en inglés. 
El 9 de noviembre de 2023, se presentó una apelación ante el Tribunal de Apelaciones de los Estados Unidos para el Quinto Circuito para determinar si se mantendría y ejecutaría una orden de un tribunal de distrito federal de septiembre de 2023 que pondría fin a la forma codificada de DACA, basándose en que viola la ley federal.El argumento oral en el caso se escuchó el 10 de octubre de 2024.

## Antecedentes

### Origen
El proyecto de ley DREAM Act, que habría proporcionado un camino hacia la residencia permanente para inmigrantes indocumentados traídos a los Estados Unidos cumpliendo con ciertos requisitos, fue considerado por el Congreso en 2007. No logró superar un obstruccionismo bipartidista en el Senado de Estados Unidos. Fue considerado nuevamente en 2011. El proyecto de ley fue aprobado por la Cámara, pero no obtuvo los 60 votos necesarios para superar un obstruccionismo del partido republicano en el Senado. En 2013, la legislación había reformado integralmente el sistema de inmigración, permitiendo a los soñadores permanecer en el país, trabajar y asistir a la escuela; esta reforma se aprobó en el Senado pero no se sometió a votación en la Cámara de Representantes. The New York Times acredita el fracaso del Congreso para aprobar el proyecto de ley DREAM Act como el motivo detrás de la decisión del presidente Barack Obama de firmar el programa.
La política fue creada tras el reconocimiento de que los jóvenes «dreamers» en gran parte habían crecido en los Estados Unidos, y se vio como una forma de alejar la atención de la aplicación de la ley de inmigración de individuos de «baja prioridad» con buen comportamiento.Los "Dreamers" obtienen su nombre de la ley DREAM Act, un proyecto de ley que tenía como objetivo otorgar estatus legal a los jóvenes inmigrantes que residen en Estados Unidos sin autorización después de haber sido traídos al país por sus padres. La población de jóvenes inmigrantes indocumentados estaba aumentando rápidamente; para 2015 aproximadamente 65,000 estudiantes inmigrantes indocumentados se graduaban de las escuelas secundarias de Estados Unidos anualmente.La gran mayoría de los soñadores son de México.
Para ser elegible para el programa, los beneficiarios no pueden tener delitos graves o delitos menores graves en su historial. A diferencia de la propuesta de la DREAM Act, DACA no proporciona un camino hacia la ciudadanía para los beneficiarios. La política, un memorando del poder ejecutivo, fue anunciada por el presidente Obama el 15 de junio de 2012. Esto siguió a una campaña de inmigrantes, defensores y simpatizantes que emplearon una variedad de tácticas. El presidente Obama explicó los límites de DACA, «Seamos claros: esto no es amnistía, esto no es inmunidad. Esto no es un camino hacia la ciudadanía».El Servicio de Ciudadanía e Inmigración de los Estados Unidos (USCIS) comenzó a aceptar solicitudes para el programa el 15 de agosto de 2012.

### Efectos
Los estudios han demostrado que DACA aumentó los salarios y la situación laboral de los inmigrantes elegibles para este programa, y mejoró los resultados de salud mental para los participantes de DACA y sus hijos. Los estudios también sugieren que redujo el número de hogares inmigrantes indocumentados que viven en la pobreza. No hay evidencia que indique que los beneficiarios de DACA tengan tasas de criminalidad más altas que los nativos estadounidenses; la mayoría de los estudios muestran que los inmigrantes tienen tasas de criminalidad más bajas que los nativos estadounidenses. Los economistas rechazan la idea de que DACA tenga efectos adversos en la economía de Estados Unidos o que afecte negativamente los resultados laborales de los nativos estadounidenses. En agosto de 2018, USCIS estimó que había 699,350 beneficiarios activos de DACA en los Estados Unidos.Los investigadores de inmigración estiman que la población oscila entre 690,000 y 800,000 personas. Otra estimación es de «aproximadamente 636,390 beneficiarios de DACA al 31 de diciembre de 2020».

### Establecimiento
El presidente Barack Obama anunció la política en la Casa Blanca el 15 de junio de 2012, en el 30º aniversario de Plyler v. Doe, una decisión de la Corte Suprema que prohibía a las escuelas públicas cobrar matrícula a niños inmigrantes indocumentados. La política fue oficialmente establecida por un memorando de la Secretaria de Seguridad Nacional titulado «Ejercicio de la Discreción de la Fiscalía con Respecto a Individuos que Llegaron a los Estados Unidos Cuando Eran Niños». Esta política permitía a ciertos inmigrantes evitar la deportación y obtener permisos de trabajo por un período de dos años, renovable con buen comportamiento. Para aplicar, los inmigrantes debían ser menores de 31 años el 15 de junio de 2012, haber llegado a los Estados Unidos cuando tenían menos de 16 años y haber vivido en los Estados Unidos desde 2007. En agosto de 2012, el Pew Research Center estimó que hasta 1.7 millones de personas eran elegibles para el programa.
El Servicio de Ciudadanía e Inmigración de los Estados Unidos (USCIS) comenzaron a aceptar solicitudes para el programa el 15 de agosto de 2012. A junio de 2016 USCIS había recibido 844,931 solicitudes iniciales para el estatus DACA, de las cuales 741,546 (88%) fueron aprobadas, 60,269 (7%) fueron denegadas y 43,121 (5%) estaban en espera de decisión. Más de la mitad de los aceptados residen en California y Texas. Según una encuesta de agosto de 2017, la mayoría de los inscriptos actuales están en sus 20s, y alrededor del 80% llegaron a los Estados Unidos cuando tenían 10 años o menos.
En noviembre de 2014, Obama anunció su intención de expandir DACA para que más personas fueran elegibles. Sin embargo, en diciembre de 2014, Texas y otros 25 estados, todos con gobernadores republicanos, demandaron al Tribunal de Distrito de Estados Unidos para el Distrito Sur de Texas solicitando al tribunal que impidiera la implementación tanto de la expansión de DACA como de Acción Diferida para Padres de Estadounidenses (DAPA), un programa similar. En febrero de 2015, el juez Andrew S. Hanen emitió una orden judicial preliminar bloqueando la expansión mientras el caso, Texas v. Estados Unidos, continuaba. Después de avanzar en el sistema judicial, una decisión de la Corte Suprema igualmente dividida (4–4) dejó la orden en vigor, sin establecer ningún precedente.

### Reacción
Los líderes del Partido Republicano denunciaron el programa DACA como un abuso del poder ejecutivo.
Casi todos los republicanos en la Cámara de Representantes (junto con tres demócratas) votaron 224–201 para retirar los fondos de DACA en junio de 2013. El autor principal de la enmienda, el representante Steve King (R-Iowa), afirmó: «El punto aquí es... el Presidente no tiene la autoridad para derogar la ley de inmigración, ni tiene la autoridad para crearla de la nada, y ha hecho ambas cosas con estos memorandos Morton en este aspecto».

### Historia regulatoria
En noviembre de 2014, el presidente Obama anunció su intención de expandir DACA para cubrir a inmigrantes indocumentados adicionales. Varios estados inmediatamente demandaron para evitar la expansión, la cual fue bloqueada el 23 de junio de 2016 por una Corte Suprema de Estados Unidos igualmente dividida en Estados Unidos v. Texas.
Bajo el presidente Donald Trump, el Departamento de Seguridad Nacional de los Estados Unidos rescindió la expansión en junio de 2017, mientras continuaba revisando la existencia de DACA en su totalidad. En septiembre de 2017, la administración Trump anunció un plan para eliminar DACA gradualmente, lo que provocó múltiples demandas que impugnaban esta acción. El gobierno aplazó la implementación de este plan por seis meses para permitir al Congreso aprobar la ley DREAM o alguna otra protección legislativa para los inmigrantes indocumentados. El Congreso no actuó y la extensión de tiempo expiró el 5 de marzo de 2018, pero tres tribunales de distrito de Estados Unidos ordenaron una orden judicial para evitar la eliminación de DACA en esa fecha, con base en la probabilidad de que la rescisión fuera arbitraria y caprichosa bajo la Ley de Procedimiento Administrativo (APA). Por separado, el 31 de agosto de 2018, el juez de distrito Andrew Hanen del Distrito Sur de Texas dictaminó que DACA era probablemente inconstitucional, pero permitió que el programa permaneciera en vigor mientras continuaban los litigios. La Corte Suprema, en una decisión del 18 de junio de 2020 sobre las tres órdenes judiciales que bloqueaban la rescisión de DACA, afirmó que el motivo de la rescisión era arbitrario y caprichoso bajo la APA, pero no se pronunció sobre los méritos de DACA ni impidió que el gobierno emitiera una nueva rescisión con mejores fundamentos.
El 20 de enero de 2021, el presidente Joe Biden emitió una orden ejecutiva reinstaurando DACA.El 16 de julio de 2021, Andrew Hanen dictaminó que el programa fue «creado en violación de la ley» e «implementado ilegalmente». Ordenó al gobierno que dejara de aceptar nuevas solicitudes para el programa, lo que efectivamente anuló la orden ejecutiva de Biden. Sin embargo, la decisión permite a los inmigrantes actualmente protegidos por el programa mantener su estatus y permitir las renovaciones de DACA mientras el caso sigue en el proceso de apelación. Un tribunal de apelaciones en octubre de 2022 afirmó que DACA es «ilegal». El caso fue devuelto al mismo juez del tribunal de distrito federal para considerar si un conjunto formal de enmiendas regulatorias promulgadas por la administración de Biden para codificar DACA en regulaciones federales el 31 de octubre de 2022 hacía que el programa fuera legal.
El 13 de septiembre de 2023, Hanen dictaminó que la forma codificada de DACA violaba la ley federal. Sin embargo, «mantuvo el statu quo» para los beneficiarios actuales de DACA al «preservar la suspensión de deportación», y señaló específicamente en el fallo y en una orden suplementaria que no estaba ordenando ninguna deportación ni ninguna otra acción de inmigración o criminal contra ningún beneficiario de DACA. La decisión ha sido apelada ante el Quinto Circuito y finalmente puede ser escuchada por la Corte Suprema.

## Implementación
DACA fue formalmente iniciado por un memorando de política enviado de la Secretaria de Seguridad Nacional Janet Napolitano a los jefes de Aduanas y Protección Fronteriza de los Estados Unidos (CBP), Servicios de Ciudadanía e Inmigración de los Estados Unidos (USCIS), y el Servicio de Control de Inmigración y Aduanas (ICE). El memo les ordenó formalmente ejercer su discreción de cumplimiento en nombre de los individuos que cumplían con los requisitos.
Para aplicar al programa, los individuos elegibles deben pagar una tarifa de solicitud de $495 dólares estadounidenses, presentar varios formularios y proporcionar documentos que demuestren que cumplen con los requisitos. No necesitan representación legal.
El programa no proporciona actualmente un estatus legal permanente ni un camino hacia la ciudadanía de los Estados Unidos, ni tampoco brinda elegibilidad para asistencia federal de bienestar o ayuda estudiantil.

### Elegibilidad
Para calificar para DACA, los solicitantes deben cumplir con los siguientes requisitos principales, aunque cumplirlos no garantiza la aprobación:
- Tener presencia irregular en los Estados Unidos después de haber ingresado al país antes de su cumpleaños número 16
- Haber residido continuamente en los Estados Unidos desde el 15 de junio de 2007
- Tener menos de 31 años al 15 de junio de 2012 (haber nacido el 16 de junio de 1981 o después)
- Estar físicamente presente en los Estados Unidos el 15 de junio de 2012 y al momento de hacer su solicitud de consideración de acción diferida con USCIS
- No tener estatus legal el 15 de junio de 2012
- Haber completado la escuela secundaria o un GED, haber sido dado de baja con honor de las fuerzas armadas, o estar inscrito en la escuela
- No haber sido condenado por un delito grave o delitos menores graves, o tres o más otros delitos menores, y no representar una amenaza a la seguridad nacional o la seguridad pública.

Para demostrar que califican (verificar estos requisitos), los solicitantes deben presentar tres formularios: I-821D, Consideración de Acción Diferida para los Llegados en la Infancia; I-765, Solicitud de Autorización de Empleo; y I-765WS, así como la documentación de respaldo.
En agosto de 2012, el Instituto de Política Migratoria estimó que hasta 1.76 millones de personas podrían ser elegibles para DACA. De esos, el 28% tenía menos de 15 años y tendrían que esperar hasta cumplir esa edad para postularse. Además, aproximadamente el 20% no cumplía con ninguno de los criterios educativos, pero podría volverse elegible al inscribirse en un programa antes de enviar su solicitud. El 74% de la población elegible había nacido en México o Centroamérica. Proporciones menores provenían del Caribe y América del Sur (11%), Asia (9%) y el resto del mundo (6%).

### Elegibilidad para viajar

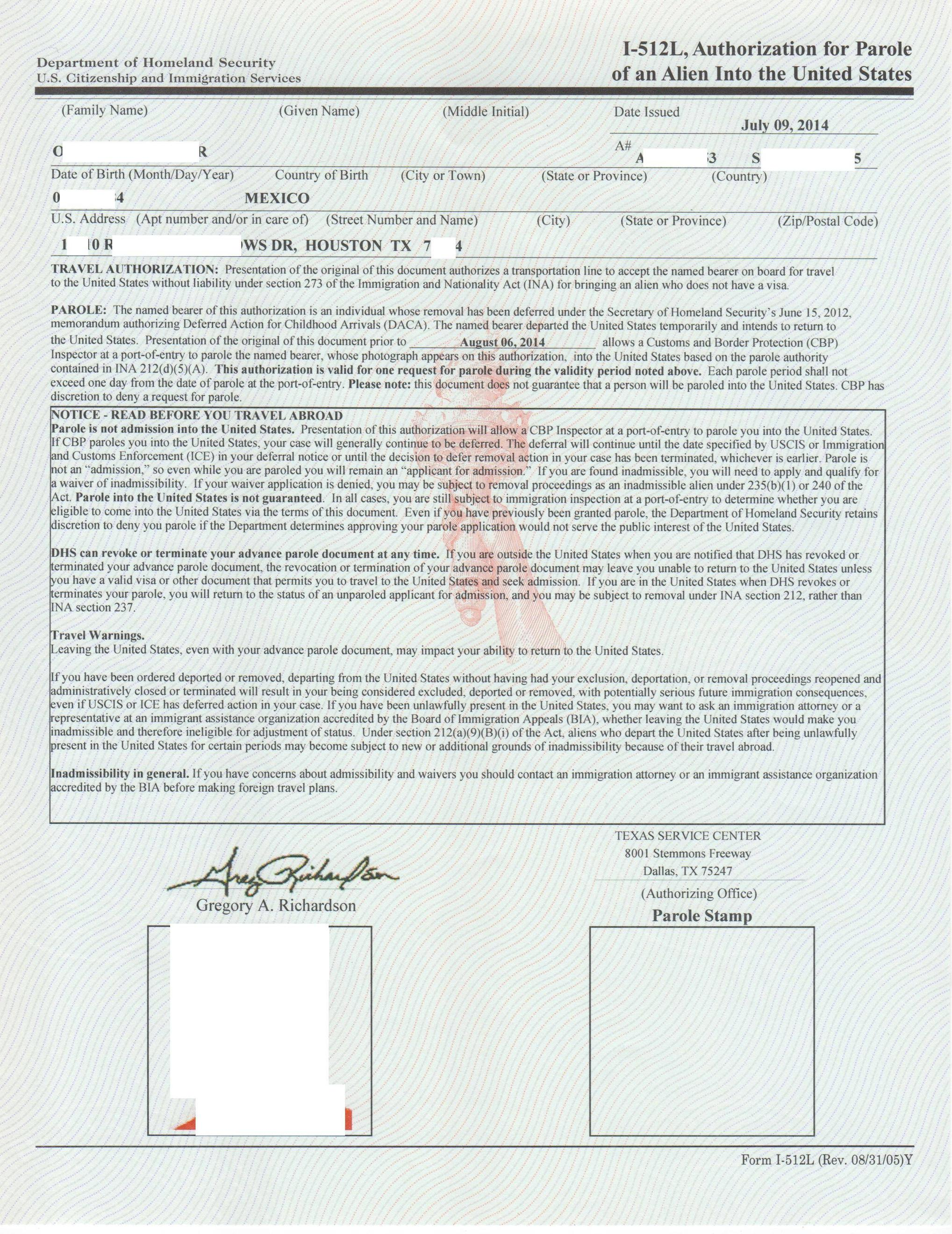
Un Formulario I-512L emitido por USCIS en 2014, que permite a un oficial de Aduanas y Protección Fronteriza de los Estados Unidos permitir que el destinatario de DACA nombrado ingrese a los Estados Unidos bajo la autoridad de permiso de permanencia temporal de la Ley de Inmigración y Nacionalidad.

Hasta el 5 de septiembre de 2017, los beneficiarios de DACA que deseaban viajar fuera de los Estados Unidos podían solicitar hacerlo mediante una solicitud de Permiso Adelantado (Advance Parole) y pagar una tarifa adicional.
Si se aprobaba, el beneficiario del programa DACA podía viajar fuera de los Estados Unidos y reingresar con un permiso de permanencia temporal, lo que potencialmente lo hacía elegible para un ajuste de estatus a Residente Permanente Legal tras casarse con un ciudadano estadounidense.
La solicitud enviada para solicitar el permiso adelantado era del Tipo D en el Formulario I-131, con una tarifa de $575 dólares estadounidenses.
El permiso adelantado se podía solicitar para viajar al extranjero con fines de:
- Propósitos educativos, como estudiar en el extranjero;
- Propósitos laborales, como posiciones en el extranjero, entrevistas, capacitación o reuniones con clientes; o
- Propósitos humanitarios, como viajes por razones médicas, asistir a servicios funerarios de un familiar o visitar a un pariente enfermo.

Los viajes por ocio no son un propósito válido.

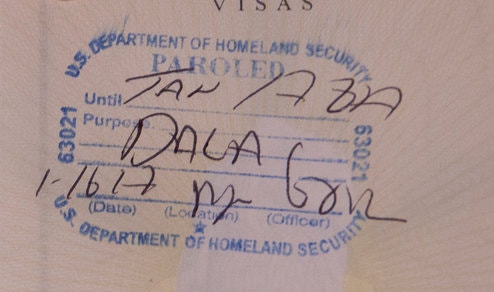
Un sello aplicado al pasaporte mexicano de un beneficiario de DACA que ingresó a los Estados Unidos con Permiso Adelantado en el Aeropuerto Internacional John F. Kennedy en enero de 2017, con anotaciones escritas a mano que indican que el titular del pasaporte recibió permiso de permanencia temporal para ingresar a los Estados Unidos por un oficial de Aduanas y Protección Fronteriza.

A partir de septiembre de 2017, USCIS dejó de aprobar solicitudes para un documento de permiso adelantado relacionado con DACA. Sin embargo, a partir de julio de 2022, se reinstauró el permiso adelantado para los beneficiarios del programa DACA.

### Renovaciones
USCIS lanzó el proceso para las renovaciones de DACA en junio de 2014 e instruyó a los solicitantes a presentar sus documentos durante un período de 30 días a partir de 150 días antes de la expiración de su condición previa de DACA. Renovar requiere una tarifa adicional de $495 dólares estadounidenses.
A junio de 2016, hubo 606,264 casos de renovación, con 526,288 aprobados, 4,703 denegados y 75,205 renovaciones pendientes.

### Expansión
En noviembre de 2014, Barack Obama, anunció cambios en el programa DACA que expandirían el programa para incluir a inmigrantes indocumentados que ingresaron al país antes de 2010, eliminando el requisito de que los solicitantes fueran menores de 31 años y extender el período de deferencia renovable a dos años. El Centro de Investigaciones Pew estimó que esto aumentaría el número de personas elegibles en aproximadamente 330,000; en diciembre de 2014, Texas y otros 25 estados, todos con gobernadores republicanos, demandaron en el Distrito Sur de Texas, pidiendo al tribunal que bloqueara la implementación de la expansión de DACA y de Acción Diferida para Padres de Estadounidenses (DAPA), un programa similar. En febrero de 2015, el juez Andrew S. Hanen emitió una orden judicial preliminar bloqueando la expansión mientras el caso mientras Texas v. Estados Unidos, continuaba. Tras avanzar en el sistema judicial, el tribunal de apelaciones falló 2–1 a favor de bloquear la expansión de DACA. Cuando la administración Obama apeló a la Corte Suprema, la muerte intempestiva del juez Antonin Scalia dejó a la corte con ocho jueces, que luego fallaron igualmente divididos (4–4) a favor y en contra de la orden judicial. Las reglas procesales de la Corte en caso de empate significan que no se escribiría ninguna opinión, no se establecería ningún precedente por parte de la Corte Suprema en el caso y se mantendría el fallo del tribunal de apelaciones.
Actualmente, existen llamados para expandir DACA a los hijos de adultos que ingresaron legalmente a los Estados Unidos. En estos casos, sus hijos son legales en los Estados Unidos solo mientras son menores de edad. Cuando cumplen 21 años, ya no tienen un estatus de visa legal en Estados Unidos. Algunos han acuñado el término «soñadores documentados» para describir a esta categoría de jóvenes que ingresaron al país con la documentación adecuada. Otra categoría de jóvenes a menudo pasada por alto en la discusión de DACA son aquellos que han llegado a los EE. UU. ilegalmente desde 2010, el límite de tiempo para la política actual de DACA.

## Impacto
Los estudios han demostrado que DACA aumentó los salarios y la participación en la fuerza laboral de los inmigrantes elegibles  y redujo el número de hogares inmigrantes indocumentados que viven en la pobreza. Los estudios también han demostrado que DACA mejoró los resultados de salud mental para los inmigrantes elegibles para DACA y sus hijos. No se conocen grandes impactos adversos de DACA en el empleo de los trabajadores nativos estadounidenses, y la mayoría de los economistas sostienen que DACA beneficia a la economía de Estados Unidos.

### Criminalidad
Según FactCheck.org, «no hay evidencia de que los beneficiarios de DACA tengan más probabilidades de cometer delitos que los ciudadanos estadounidenses». FactCheck.org señaló que «numerosos estudios han encontrado que los inmigrantes no cometen delitos a una tasa más alta que los no inmigrantes».

### Economía
Los expertos señalan que, a gran escala o a largo plazo, no hay razón para creer que los beneficiarios de DACA tengan un efecto nocivo importante en las posibilidades de empleo de los trabajadores estadounidenses; al contrario, algunos economistas afirman que DACA beneficia a la economía general de Estados Unidos. Los economistas han advertido que poner fin a DACA podría afectar negativamente a la economía de Estados Unidos, y que «la mayoría de los economistas ven la inmigración en general como una bonanza económica».Casi todos los economistas rechazan la afirmación de Jeff Sessions de que DACA "negó trabajos a cientos de miles destadounidenses al permitir que esos mismos trabajos fueran ocupados por extranjeros ilegales». La afirmación de Sessions se basa en lo que los economistas llaman la «falacia de la porción de trabajo» (es decir, la idea de que hay un límite en la demanda de trabajo en cualquier economía).
Un estudio de 2016 en el Journal of Public Economics encontró que DACA aumentó la participación en la fuerza laboral y disminuyó la tasa de desempleo para los inmigrantes elegibles para DACA. DACA también incrementó los ingresos de los inmigrantes indocumentados en el extremo inferior de la distribución de ingresos. El estudio estima que DACA dio empleo a entre 50.000 y 75.000 inmigrantes no autorizados. Según el economista Giovanni Peri de la Universidad de California en Davis, DACA, en consecuencia, «aumenta el consumo y la demanda general de servicios, productos y empleos estadounidenses donde los beneficiarios de DACA viven y gastan. Los economistas han demostrado que los trabajadores altamente calificados aumentan la productividad local y crean oportunidades para otros trabajadores también». Un estudio de 2016 en Economics Letters encontró que los hogares elegibles para DACA tenían un 38% menos de probabilidades que los hogares de inmigrantes no autorizados no elegibles de vivir en la pobreza. Además, los trabajadores que pueden acogerse a DACA suelen tener empleos más cualificados y mejor pagados que los inmigrantes indocumentados.